# Craig Stevens (nuotatore)
Craig Stevens (Sydney, 23 luglio 1980) è un nuotatore australiano, vincitore di un argento olimpico e di un oro e un argento mondiali.
Ai Giochi Olimpici di Atene 2004 nuotò nelle qualificazioni della staffetta 4x200 m sl, vincendo la medaglia d'argento con la vittoria della squadra australiana in finale.

## Palmarès
- Olimpiadi

Atene 2004: argento nella 4x200m sl.
- Mondiali

Barcellona 2003: oro nella 4x200m sl.
Melbourne 2007: argento negli 800m sl.
- Mondiali in vasca corta

Mosca 2002: oro nella 4x200m sl.
- Campionati panpacifici

Yokohama 2002: oro nella 4x200m sl.
- Giochi del Commonwealth

Manchester 2002: bronzo nei 1500m sl.